# Baeus piceus
Baeus piceus är en stekelart som beskrevs av William Harris Ashmead 1893. Baeus piceus ingår i släktet Baeus och familjen Scelionidae. Inga underarter finns listade.